# Provenchères-lès-Darney
Provenchères-lès-Darney là một xã, nằm ở tỉnh Vosges trong vùng Grand Est của Pháp. Xã này có diện tích 9,07 km², dân số năm 1999 là 150 người. Xã này nằm ở khu vực có độ cao trung bình 369 m trên mực nước biển.

## Biến động dân số
| 1962                                         | 1968 | 1975 | 1982 | 1990 | 1999 |
| -------------------------------------------- | ---- | ---- | ---- | ---- | ---- |
| 161                                          | 165  | 183  | 168  | 177  | 150  |
| Số liệu từ năm 1962: Dân số không tính trùng |      |      |      |      |      |